# Соппе, Гильермо
Гильермо Соппе (исп. Guillermo Soppe; род. 17 сентября 1960, Кордова) — аргентинский шахматист, международный мастер (1987).
Чемпион Аргентины (1990 и 2003). В составе сборной Аргентины участник 5-и Олимпиад (1990—1992, 1996, 2000, 2004) и 1-го командного чемпионата мира (1985) в Люцерне.

## Изменения рейтинга
| Графики недоступны из-за технических проблем. См. информацию на Фабрикаторе и на mediawiki.org. |